# Luigi Angelini
Luigi Angelini (Bergamo, 20 dicembre 1884 – Bergamo, 7 novembre 1969) è stato un ingegnere e storico dell'architettura italiano.
Protagonista nel Novecento dei due eventi più importanti di Bergamo sia sotto l'aspetto architettonico con il centro piacentiniano che urbanistico con il risanamento della parte alta della città.

## Biografia
Luigi nacque a Bergamo da Alessandro di professione ragioniere originario di Alzano, al quale dedicherà il suo libro del 1947 “Arte minore bergamasca”: Alla memoria di mio padre che mi fece amare l'umile vita dei miei paesi e Santina Giambarini nell'antico borgo di Santa Caterina.
Si diplomò al Liceo classico Paolo Sarpi, e proseguì poi gli studi laureandosi al Regio Istituto Tecnico Superiore di Milano (RITSM) nel 1907, medesimo anno in cui a Bergamo veniva approvato il nuovo progetto Panorama quale centro direzionale e terziario nella parte bassa della città di Bergamo sul territorio, da tempo abbandonato, dell'antica fiera alessandrina. Angelini apprezzò il progetto trovandosi a supportarlo pubblicamente e quindi a collaborare con Marcello Piacentini, vincitore dell'appalto e a lavorare nel suo studio romano dal 1909 al 1911. Suo sarà proprio l'articolo pubblicato sul quotidiano locale L'Eco di Bergamo a difesa del progetto che era oggetto di polemiche cittadine:
Il progetto “Panorama” ha il merito veramente grande di aver saputo trovare l'ispirazione ai suoi edifici che pur hanno un senso sottile di gustosa e raffinata modernità, nelle costruzioni più leggiadre del nostro squisito quattrocento, riallacciando, per così dire, il passato della nostra città con le memorie più fulgide della nostra storia e della nostra arte, che si ricollega alla grandezza di Venezia. (“L'esposizione dei progetti della fiera” L'Eco di Bergamo 11 febbraio 1908)
Negli anni romani fu nominato direttore dei lavori del padiglione italiano dell'Esposizione internazionale del 1910 di Bruxelles. Venne nominato Ispettore onorario dei Monumenti Gallerie e Antichità nel 1911, incarico che lo portò tutta la vita a studiare con attenzione quanto era presente sul territorio non solo bergamasco avendone cura con una importante collaborazione con l'Accademia Carrara, ma i suoi studi si spostarono su tutto il territorio italiano e europeo con numerosi viaggi anche all'estero.
Partecipò alla prima guerra mondiale nel 1917 in qualità di tenente del genio militare zappatori, periodo in cui dovette momentaneamente abbandonare il lavoro di ingegnere, che lo portò a creare, negli anni post bellici,  studi per il rifacimento di case rurali che erano state distrutte durante il conflitto.

Nel 1921 fu nominato direttore dei lavori del centro piacentiniano. con compiti di controllo del riordino urbano della parte bassa di Bergamo. Suo è il progetto e la direzione lavori del palazzo della Camera di Commercio nel 1923, e nel 1927 della Casa dell'Agricoltore diventando uno dei più importanti, autorevoli e fecondi professionisti bergamaschi della prima metà del XX secolo, accreditato di oltre 400 progetti nella cittadina orobica e in tutta la provincia, portando anche a Bergamo la nuova cultura architettonica europea
(esaurita la stazione dell'ecclettismo) che ha condotto a ibridismi inconciliabili colla logica, coll'estetica, coll'arte (occorre aderire a quella) architettura viennese e germanica secessionista, che è uno dei successi più veri e duraturi della moderna arte edilizia
 .(Luigi Angelini - conferenza al Circolo Artistico del 1909)

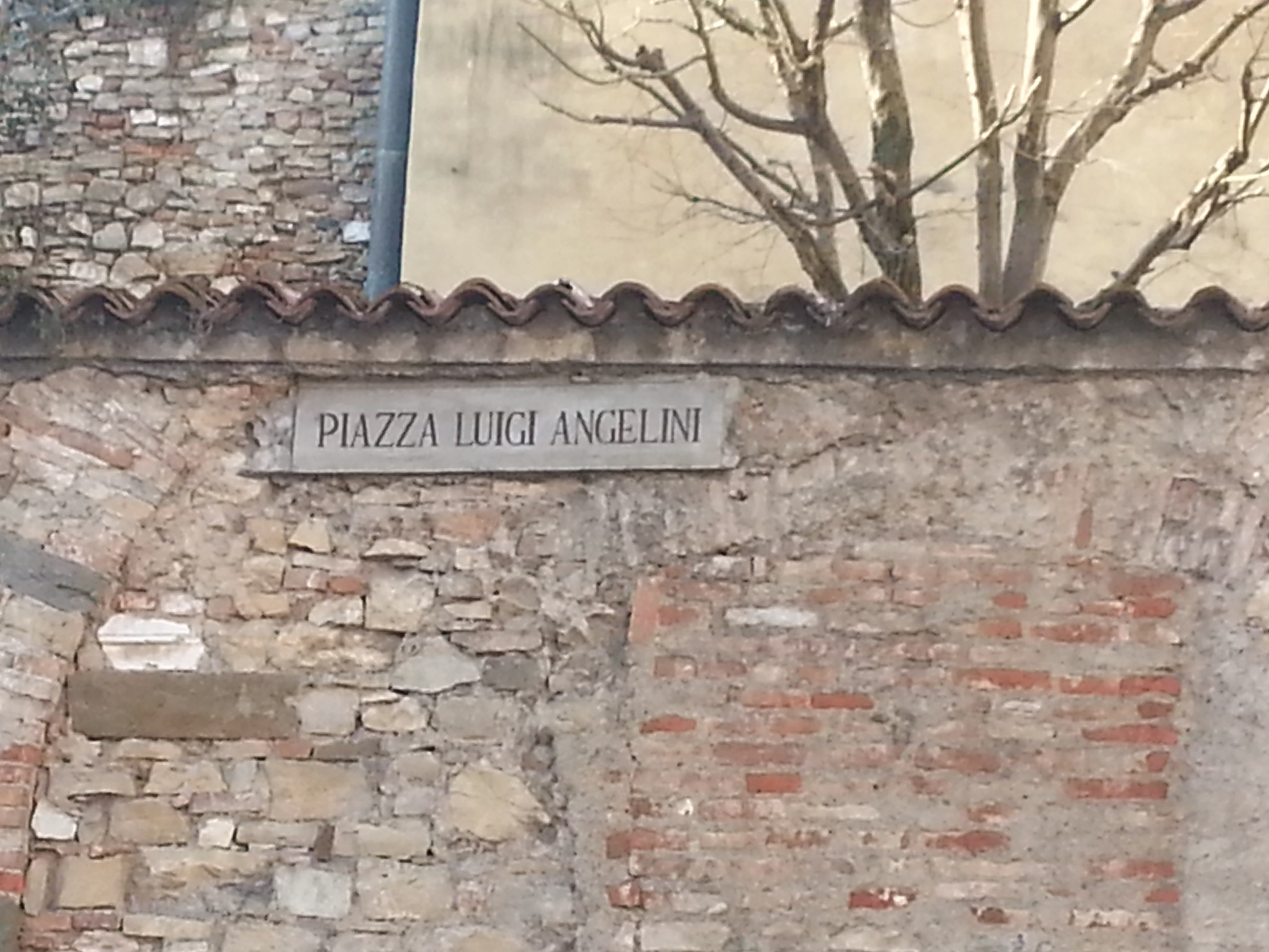
Piazza dedicata a Luigi Angelini

L'anno successivo il suo ritorno a Bergamo morì il padre e nel 1914 sposò Clotilde Ambiveri, dalla cui unione nacquero i due figli: Sandro, che seguirà le orme paterne diventando anche un suo grande testimonial, e nel 1924 la secondogenita Chiara.
Importante il suo interesse all'arte minore, e al disegno, forse indirizzato dal pittore Ponziano Loverini, che aveva lo studio artistico proprio in Borgo Santa Caterina, dall'architetto don  Antonio Piccinelli, e dal pittore Giovanni Pezzotta, amico del padre che aveva realizzato il ritratto a olio dei genitori, e allo studio ingegneristico che lo portò a considerare la necessità di una continuità storica, sarà poco attento e distaccato dai nuovi influssi architettonici che non mostravano la ricerca espressiva delle radici storiche, che pur essendo all'avanguardia non presentavano un legame espressivo col passato:
Ma quale arte e più particolarmente quale architettura non ha subito l'influsso delle manifestazioni artistiche a lei precedenti?
(Luigi Angelini ingegnere architetto - p. 40) 
Il disegno sarà per lui lo «strumento unificante di tutti gli aspetti storici naturalistici e progettuali, della realtà fisica».
Coltivò l'arte del disegno fin dal periodo scolastico, i primi disegni risalgono infatti al 1905, con uno studio che lo portò a compiere numerosi viaggi e a produrre altrettanti numerosi disegni di località curando particolari di paesaggi o di abitazioni, tanto che verrà definito da Gianandrea Gavazzeni come realismo osservativo. Aveva particolare attenzione per i disegni dei centri urbani storici e integri che dovevano essere “oggetto di ammirazione”. Il disegno sarà una pratica che lo accompagnerà per tutto il corso della sua vita, certo che essere un viaggiatore, pur non essendo fondamentale per la sua attività d'architetto e ingegnere era per lui la conferma dell'importanza dell'“ambientamento” e dell'architettura storica di ogni città così come della sua città e provincia.
[…] E quanto l'opera umana produsse accanto alla natura ha un fascino che si intensifica nel tempo. Fascino questo che trae la sua prima ragione dal colore che gli anni hanno diffuso su quanto appunto venne creato dall'uomo in epoche lontane da noi. Sono spesso dei semplici edifici, fontane solcate dall'acqua che vi zampilla da secoli, cancelli di ferro addossati a pilastri grigi, balaustre di pietra corrose, muri macchiati di muschi e di vivide erbe grovigliate, le costruzioni contro cui imperversa il nostro buon gusto moderno perché credute di nessuna importanza, mentre pur non avendo esse per sé un singolare valore architettonico, ne hanno uno grandissimo estetico.
(Luigi Angelini - Emporium dicembre 1916)
Oltre che a viaggiare e disegnare, Angelini si dedicò allo scrivere furono pubblicati in soli tre anni, dal 1905 al 1907, ben ventisei articoli sul quotidiano L'Eco di Bergamo, che argomentavano di architettura e arte e che potrebbero essere considerati i primi scritti pubblici a proporre la tutela del patrimonio architettonico storico ambientale, ben evidente la sua idea di architettura moderna, nel primo progetto del 1908 che riguardava l'asilo di borgo Santa Caterina, dove aveva risolto il problema della località urbana complessa, con le esigenze di modernità date del soggetto.
Divenne ispettore onorario dei monumenti, antichità e gallerie di Bergamo, negli anni dal 1922 al 1933; fu nominato direttore della Scuola d'arte applicata Andrea Fantoni, e presidente della Commissione Provinciale per la Tutela delle Bellezze Naturali dal 1946 al 1968.
Il progetto che gli diede fama a livello nazionale è il Piano di Risanamento di Bergamo Alta, approvato con plauso il 2 febbraio 1935 con R.D.L. n, 947 dal Consiglio Superiore dei Lavori Pubblici, tra i primissimi esempi in Europa di attenzione nei confronti dei centri storici.
L'amministrazione gli affidò la riorganizzazione urbanistica di città alta, rendendola più moderna pur mantenendo la tipica caratterista medioevale, e in questo lavoro si palesò non solo il suo amore verso la città natale ma anche la cultura urbanistica europea, con uno studio disinteressato ma attento alla storia del territorio. In riferimento a questo importante lavoro pubblicò nel 1955 un articolo dove indicava i principi e i criteri che lo avevano ispirato a indirizzato:
In parecchi centri italiani proseguirono per decenni questi metodi di sventramento spesso poco felici […] Intervenne allora un nuovo indirizzo che ebbe i suoi primordi in Germania e che in Italia fino dal 1913 propugnò […] Gustavo Giovannoni, con la teoria del diradamento edilizio, proponendo il risanamento con l'abbattimento dei gruppi di case malsane interne agli isolati e non prospicienti sulle pubbliche vie e recando in tal modo aria e luce in zone chiuse, ove la mancanza di sole concorreva ad aggravare lo staro delle abitazioni e ad accrescere le condizioni dell'inabitabilità […] (Luigi Angelini 1955)
Questo lo porterà a ottenere numerose commissioni tanto che si considera che abbia progettato ben trentaquattro edifici civili, sessantasei edifici pubblici, due edifici industriali, trentacinque chiese, ventun campanili, trentadue tra restauri e ristrutturazioni, nonché venti ampliamenti di chiese.
Nel 1958, con il figlio Sandro Angelini, anch'egli rinomato architetto, progettò il Teatro delle Grazie, nel quattrocentesco chiostro della chiesa di Santa Maria delle Grazie che accoglie eventi culturali e meeting di associazioni. Sarà del 1961 una sua denuncia sconsolata di quanto la nuova architettura occupasse “a caso senza regola alcune aree libere entro e intorno ai vecchi paesi o riformando radicalmente gli edifici esistenti”.
All'attività professionale affiancò fin dalla giovinezza l'impegno divulgativo, scrivendo per diverse testate locali e nazionali (fra cui Emporium e La Rivista di Bergamo) e pubblicando diversi libri di carattere storico-artistico, oltre a essere tra i fondatori, unitamente a Romeo Bonomelli, ai fratelli Galizzi e a Fermo Taragni  della Società degli Acquafortisti di Bergamo (1913).
Notevole è anche la sua produzione pubblicistica, costituita da 642 titoli. La paura che la storia artistica e dell'architettura della sua terra bergamasca venisse a essere dimenticata, nell'anno prima della sua morte, scrisse un opuscolo dove indicava la necessità di creare un museo perché si conservasse l'arte popolare di Bergamo, “prima che l'anima della terra che aveva amato fuggisse via”.
La raccolta dei suoi studi e la progettazione architettonica e urbanistica di Bergamo vennero donati dal figlio Sandro nel 1985 alla Biblioteca civica Angelo Mai.

## Archivio
L'archivio dell'architetto Luigi Angelini, è costituito dalla documentazione inerente alla sua attività professionale: nei settori dell'urbanistica, dell'architettura e della pubblicistica è organizzata in otto sezioni che raccolgono materiali di diversa natura, per un totale di: 849 cartelle di disegni di progetto (6.863 unità); 88 faldoni con 520 cartellette di documenti, corrispondenza, scritti, raccolte di giornali e stampati; 202 cartoni di stampe fotografiche di lavori (853 unità); 1.245 cartoni di stampe fotografiche raccolte (4.063 unità); 949 cartoni (3.316 unità) di immagini raccolte (stampati ed altro materiale grafico); 13.018 ex libris; 2.017 volumi, 714 opuscoli e 115 testate di riviste. L'archivio è conservato presso la Biblioteca Civica Angelo Mai e Archivi storici comunali di Bergamo

## Cariche pubbliche
- 1905-1908 Consigliere comunale del comune di Bergamo;
- 1911 - Ispettore onorario dei monumenti, gallerie e antichità di Bergamo;
- 1922-1933 Direttore della Scuola d'arte applicata “A. Fantoni”;
- 1946-1968 Presidente della Commissione provinciale peer la Tutela delle Bellezze Naturali

## Riconoscimenti
Il comune di Bergamo gli dedicò una piazza di città alta.

## Opere bibliografiche
- I BASCHENIS, Bergamo, Edizioni Orobiche, 1946.
- Il volto storico di Bergamo, Bergamo, 1952.
- Romeo Bonomelli, Milano, Silvana Editoriale d’Arte, 1955.
- Ferri battuti in terra bergamasca, Di Baio, 1956.
- L'Arte minore bergamasca, Istituto Italiano d'Arti Grafiche Bergamo, 1947.
- Mauro Codussi : Le opere architettoniche in Venezia, Milano, Edizione d'Arte Emilio Restetti, 1945, SBN RAV0075111.
- Un cittadino bergamasco portatore di Pace, Archivio storico lombardo : giornale della Societa storica lombarda, SBN MIL0897275.
- L'architettura del 1906 all'Esposizione milanese del Sempione, in La martinella di Milano : echi dell'anima lombarda : periodico mensile illustrato, SBN MIL0930864.